# Lagena
Lagena са род фораминифери от семейство Lagenidae. Описани са над 500 представители на този род.

## Класификация
Съществуват много описани видове, но сред най-разпространените и най-известните се открояват следните 30:
Род Lagena
- Вид Lagena acuticosta
- Вид Lagena costata
- Вид Lagena distoma
- Вид Lagena ellipsoidalis
- Вид Lagena elongata
- Вид Lagena fornasinii
- Вид Lagena foveolata
- Вид Lagena geometrica
- Вид Lagena gracilis
- Вид Lagena gracillima
- Вид Lagena heronalleni
- Вид Lagena hispida
- Вид Lagena hispidula
- Вид Lagena laevis
- Вид Lagena marginata
- Вид Lagena meridonalis
- Вид Lagena nebulosa
- Вид Lagena perlucida
- Вид Lagena pliocenica
- Вид Lagena plumigera
- Вид Lagena spicata
- Вид Lagena spiralis
- Вид Lagena staphyllearia
- Вид Lagena striata
- Вид Lagena substriata
- Вид Lagena sulcata
- Вид Lagena tenuistriata
- Вид Lagena trigonomarginata
- Вид Lagena vulgaris
- Вид Lagena williamsoni